# 古明地洋哉
古明地 洋哉（こめいじ ひろや、1972年〈昭和47年〉2月2日 - ）は山梨県出身のシンガーソングライターである。2001年ミディよりメジャー・デビュー。2003年コロムビアミュージックエンタテインメント/MSエンタテインメントに移籍。現在は弾き語りライヴを中心に活動中。近年は阿佐ヶ谷のAcoustic live Bar harnessを中心に定期公演を行っている。

## ディスコグラフィー

### シングル
1. 欲望（2000年5月10日）限定シングル
2. ghost/ライラックの庭（2001年4月25日）
  1. ghost
  2. ライラックの庭(Single Version)
  3. the lost garden(VS880 DEMO)
  4. メランコリー(part1)
3. 素晴らしい嘘（2003年11月19日）
  1. 素晴らしい嘘
  2. 想いが言葉に変わるとき
  3. SPACE ODDITY
4. 想いが言葉に変わるとき/untitled#1（2004年4月21日）
  1. 想いが言葉に変わるとき(single version)（「サルヂエ」エンディングテーマ）
  2. 灰と花
  3. untitled#1(single version)
5. 空砲/世界の果て（2005年5月18日）
  1. 空砲
  2. 世界の果て（プロデュース：ヒートウェイヴ）

### ミニアルバム
1. 讃美歌I（2000年6月）-2004年11月25日再発
2. 讃美歌II（2000年10月）-2004年11月25日再発
3. daydream（2003年4月23日）
4. mind game（2003年6月18日）

### アルバム
1. 灰と花（2001年6月21日-2004年11月25日再発）
2. hallelujah（2002年10月9日）
3. 孤独の音楽（2003年12月3日）
4. 夜の冒険者（2004年11月25日）

### その他
1. ふたつの月 ひとつの夜（2014年8月31日）（胡池マキコとのスプリットCD。ツーマンライブ会場のみの限定発売）